# 龍岩厝
龍岩厝，是台灣雲林縣元長鄉的一個傳統地域名稱，位於該鄉西南部。相較於今日行政區，其範圍大致包括龍岩村、西莊村。

## 歷史
台灣清治末期至日治初期，龍岩厝地區為一（舊制）街庄，稱為「龍岩厝庄」，隸屬於白沙墩堡。該庄北與元長庄為鄰，東與頂藔庄、下藔庄為鄰，南邊為草湖庄，西邊為溝皂庄、潭內庄。
1901年（日治明治三十四年）11月，全台廢縣廳改設二十廳，該庄隸屬於斗六廳。1903年（明治三十六年）6月，該庄編入「元長區」，隸屬於斗六廳。1909年（明治四十二年）10月，合併二十廳為十二廳，元長區改隸屬於嘉義廳。1920年（大正九年），全台地方制度大改正，廢十二廳改設五州二廳，該庄改制為「龍岩厝」大字，隸屬於臺南州北港郡（舊制）元長庄。
戰後元長庄改制為元長鄉，隸屬於臺南縣，大字亦改制為村。1950年10月，雲、嘉、南分治，元長鄉改隸屬雲林縣。

## 聚落
本地區發展較早的聚落為龍岩厝、西庄（西莊）等，在日治期初期的官方地圖上已有記載。

## 交通
省道台19線又稱「中央公路」，是彰化至台南永康的幹道，大致以北微東—南微西走向蜿蜒貫穿本地區。由該道路向北微東可前往元長鄉市區、省道台78線（東西向快速公路－台西古坑線）元長交流道、襃忠鄉、崙背鄉、二崙鄉西北部等地；向南微西可前往北港鎮、六腳鄉、朴子市、義竹鄉等地。
鄉道雲158線是番溝至西莊的道路，其東側端點（終點）位於本地區南部邊界地帶的省道台19線路口（西庄聚落南郊）。由此向西微西大致沿邊界而行，出境後經鄉道雲168線路口可前往溝皂、番子溝（番溝），並止於縣道153號轉角路口。
鄉道雲168線是口莊至崙仔的道路，大致以西南—東北走向轉西南微西—東北微東走向蜿蜒經過本地區，並於省道台19線相會且共線約50公尺。由該道路向西南可前往溝皂地區南部、好收地區的口庄（口莊）聚落並止於縣道155號路口；向東北微東轉東南東可前往頂寮與下寮交界地帶、下寮地區東北部、內寮，並止於縣道145甲線路口（崙仔聚落北郊）。
鄉道雲169線是元長至西莊的道路，其南側端點（終點）位於西庄（西莊）聚落東郊的省道台19線路口。由此向西微北蜿蜒而行，經西庄聚落後繞大彎轉北，出境後可前往元長市區西側，並止於縣道160號路口暨元長外環道路口。
鄉道雲170線是龍岩至瓦磘的道路，其西側端點（起點）位於本地區中央偏北的省道台19線路口（龍岩厝聚落西北郊）。由此向東轉東南東，至龍岩厝聚落北側轉東北出聚落並沿本地區東部邊界北段而行，經鄉道雲170-1線起點路口後出境，可前往頂寮地區中部的中坑子聚落與潭墘聚落、客子厝地區北部的卓運厝聚落、鹿寮地區的瓦磘寮（瓦磘）聚落，並止於縣道145甲線轉角路口。

## 學校
- 忠孝國小